# Khuất Văn Khang
Khuất Văn Khang (Hanói, 11 de mayo de 2003) es un futbolista vietnamita que juega en la demarcación de centrocampista para el The Cong-Viettel FC de la V.League 1.

## Selección nacional
Tras jugar en varias categorías inferiores de la selección, finalmente hizo su debut con la selección absoluta de Vietnam el 21 de septiembre de 2022 en un encuentro amistoso contra Singapur que finalizó con un resultado de 4-0 a favor del combinado vietnamita tras los goles de Nguyễn Văn Quyết, Hồ Tấn Tài, Nguyễn Thanh Nhân y del propio Khuất Văn Khang.

## Clubes
| Club                | País    | Año   | Partidos | Goles |
| ------------------- | ------- | ----- | -------- | ----- |
| The Cong-Viettel FC | Vietnam | 2022- | 51       | 5     |